# كلير أوبري هيوستن
كلير أوبري هيوستن (بالإنجليزية: Clair Aubrey Huston)، (1857 - 1938) مُصمم طوابع بريدية أمريكي. عملَ في مكتب النقش والطباعة في العقود الأولى من القرن العشرين. امتدَّ عمل هيوستن في مكتب النقش والطباعة، والذي يعدُّ وكالة حكومية، لأكثر من عشرين عامًا، وصمَّمَ العديد من طوابع البريد المنتظمة والتذكارية،

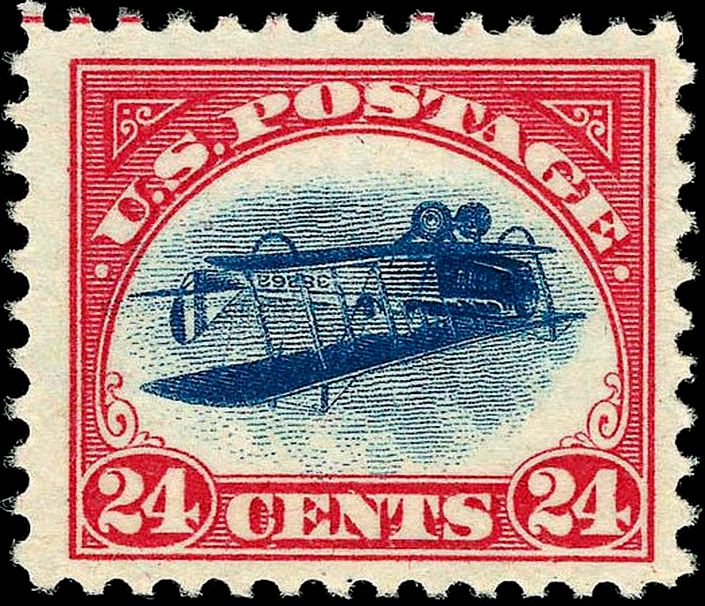
طابع طائرة جيني المقلوبة، خطأ شهير
صممه كلير هيوستن من إصدار عام 1918 (حيث صمم الطابع مع وضع الطائرة في وضع مستقيم)

## تصميم الطوابع
صمَّمَ هيوستن سلاسل كاملة من الطوابع، من بينها سلسلة طوابع واشنطن-فرانكلين. استوحى هيوستن في الكثير من تصميماته لوحات ومنحوتات لفنانين أمريكيين مشهورين مثل جيلبرت ستيوارت كنماذج لتصميمات طوابعه. ومن بين الإصدارات التي اشتهر بها: طابع البريد الجوي المعروف باسم جيني مقلوب (طابع) (بقيمة 24 سنتًا لعام 1918)، والذي يصور طائرة ذات أجنحة ثنائية رأسًا على عقب، وقد بيعت نسخة نادرة من الطابع في مزاد أقيم عام 2023 بمليوني دولار، وهو مبلغ قياسي لم يحققه أي طابع بريد أمريكي في مزاد. وفي تصميم ِبريدٍ جوي آخر، قبل ستِّ سنوات، رسمَ هيوستن طائرة على طرد بريدي بقيمة 20 سنتًا. كان هذا أول طابع بريدي في العالم يُصِّور طائرة.

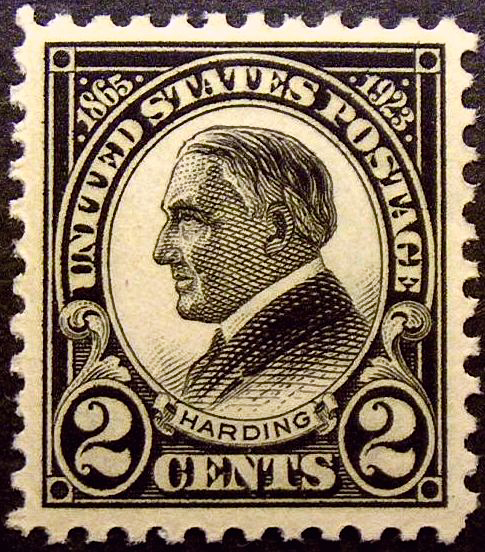
طابع بريدي تذكاري يصور الرئيس وارن جي. هاردينج، من تصميم هيوستن، 1923.

اشتهر هيوستن أيضًا بتصميم الإصدار التذكاري للرئيس التاسع والعشرين للولايات المتحدة وارن جي. هاردينج عام 1923، والذي صممه في يوم واحد باستخدام نسخة معدلة من إطار إصدار المكتب الرابع ونقشَ على لوحةٍ نحاسية تصويرًا لهاردينج. كان الإنتاج السريع والدقيق لإصدار هاردينج التذكاري نتيجة لضغوط مختلفة، وتم إصدار الطابع بعد شهر واحد فقط من وفاة هاردينج، وهو رقم قياسي في تاريخ البريد الأمريكي لم يتم كسره منذ ذلك الحين.
كان أول تصميم لهيوستن يصدرهُ مكتب البريد هو طابع درع واشنطن بقيمة 2 سنت والذي تم إصداره في نوفمبر 1903. كان هذا بديلاً لطابع علم واشنطن الذي تعرض للكثير من الانتقادات من السلسلة النهائية لعام 1902، والذي صممه ريموند أوستراندر سميث (الذي غادر مكتب النقش والطباعة). ورحب الجمهور بهذا التغيير، وبدأ في العالم التالي بيع الطوابع التذكارية لمعرض يدور حول شراء لويزيانا، وهي مجموعة من خمسة طوابع صممها هيوستن.
صمَّمَ هيوستن إصدارات واشنطن-فرانكلين، وهي عبارة عن سلسلة من الطوابع التي تحمل صور جورج واشنطن وبنجامين فرانكلين. ظلت هذه الإصدارات مطبوعة لفترة أطول من أي سلسلة أخرى من الطوابع حتى الآن. كان هيوستن أيضًا المُصمم الرئيسي للإصدارات المنتظمة من عام 1922 إلى عام 1931.

## تصميمات مختارة

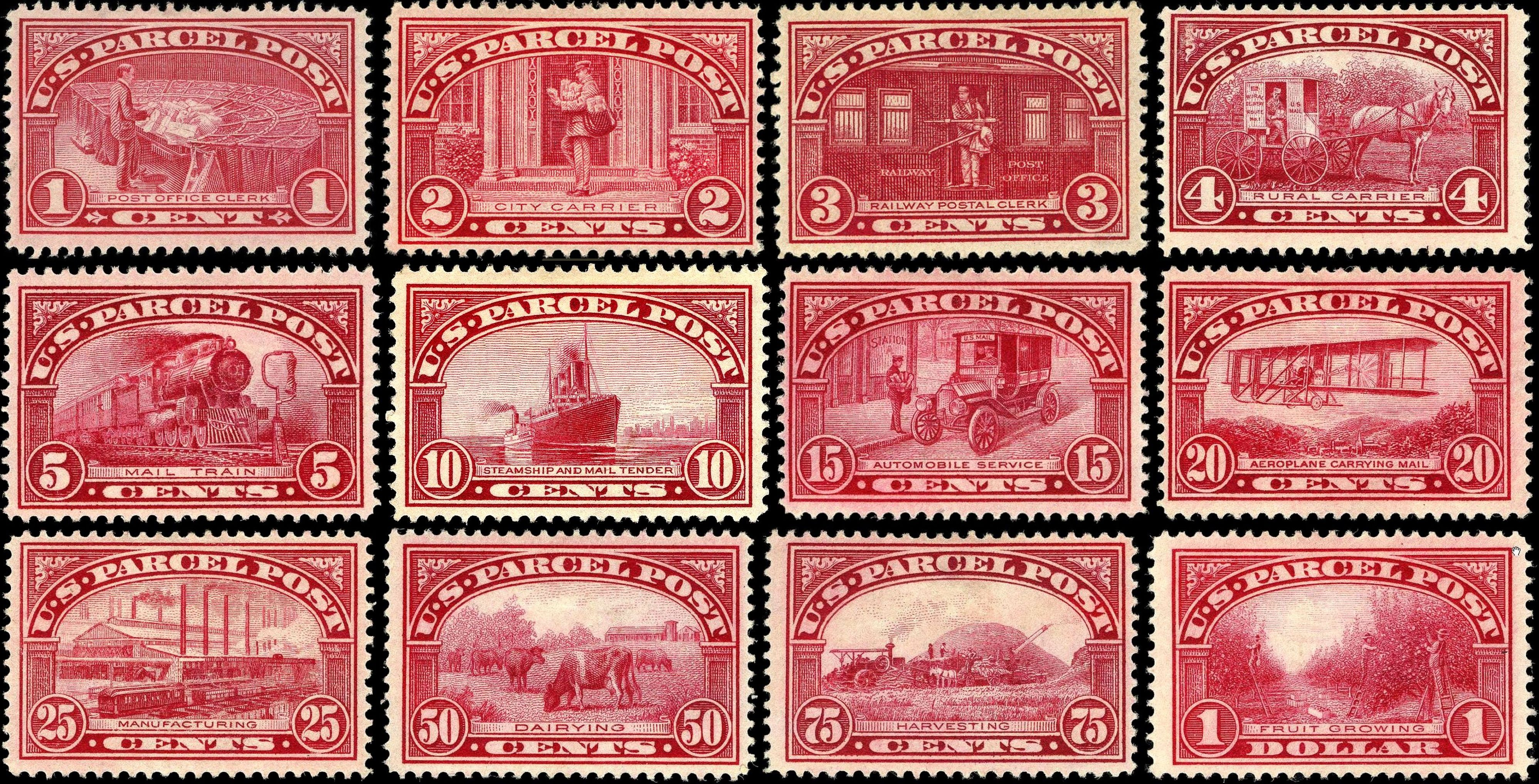
أولى الطوابع البريدية طرودية أصدرها مكتب البريد الأمريكي، 1912-1913

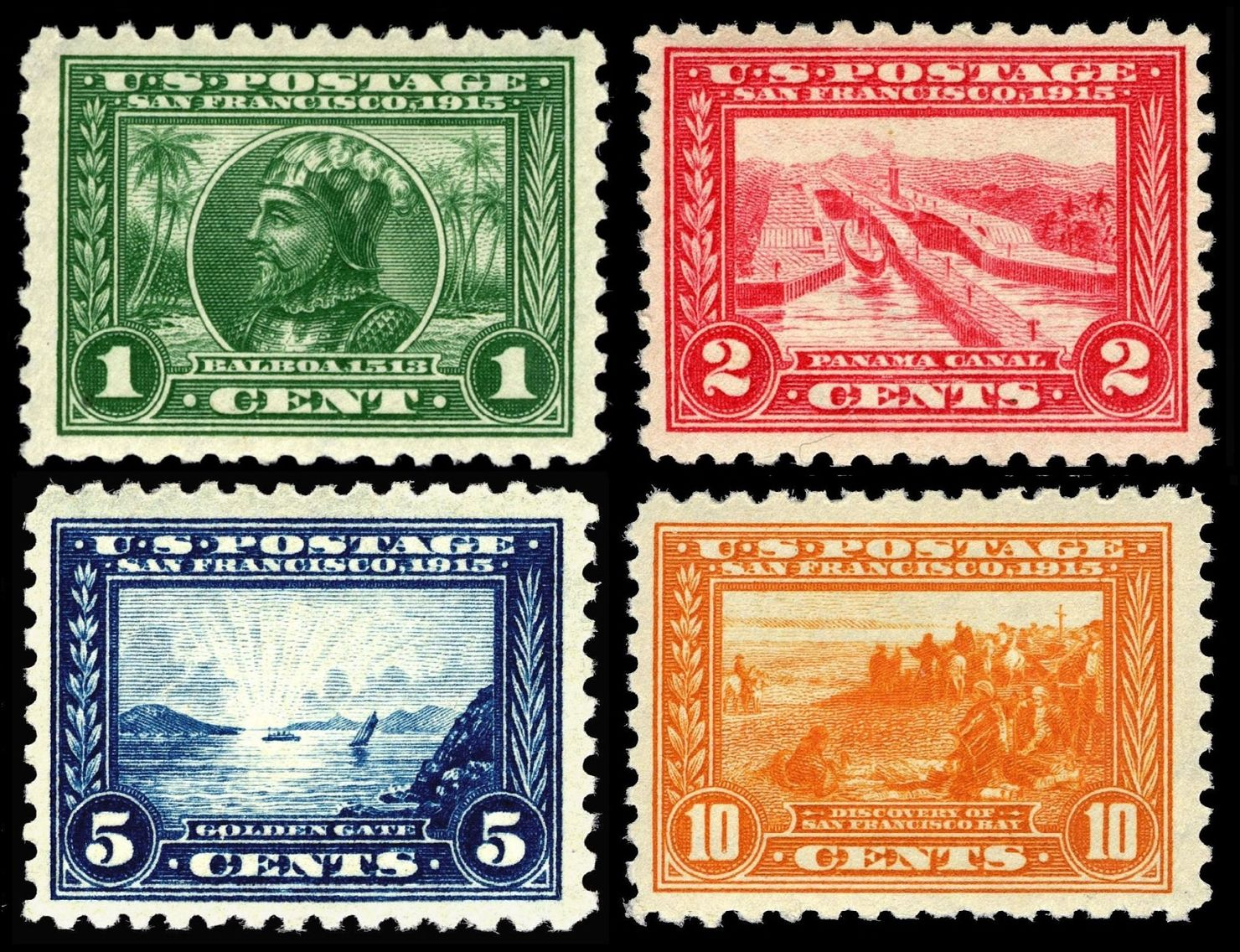
إصدارات بنما-المحيط الهادئ، 1915

واشنطن-فرانكلين
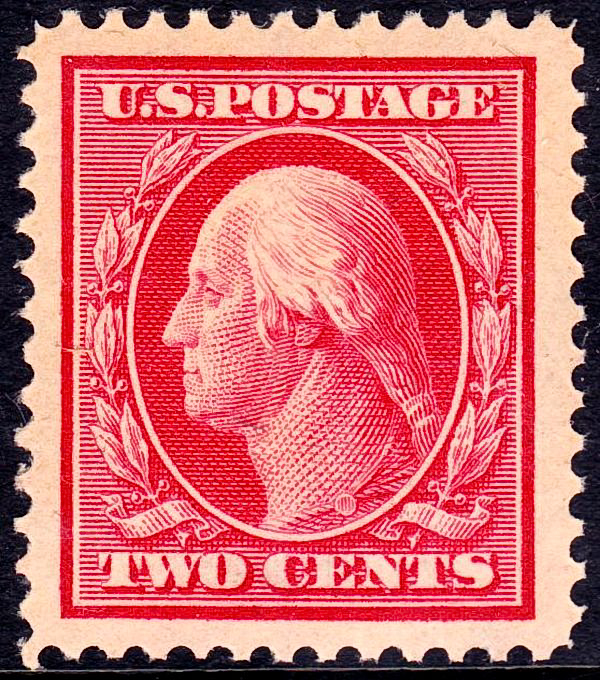
إصدار 1908
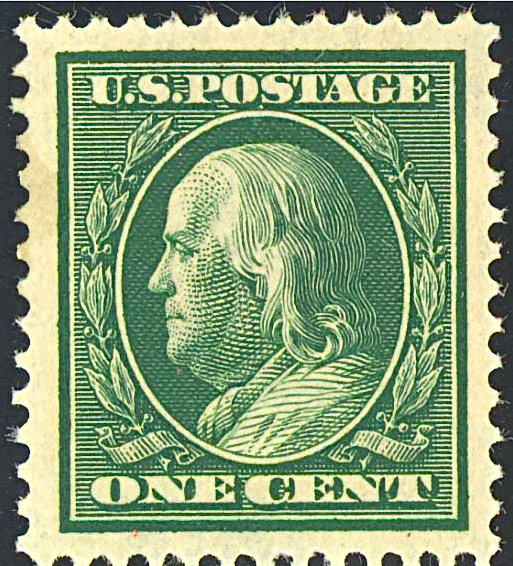
إصدار 1908
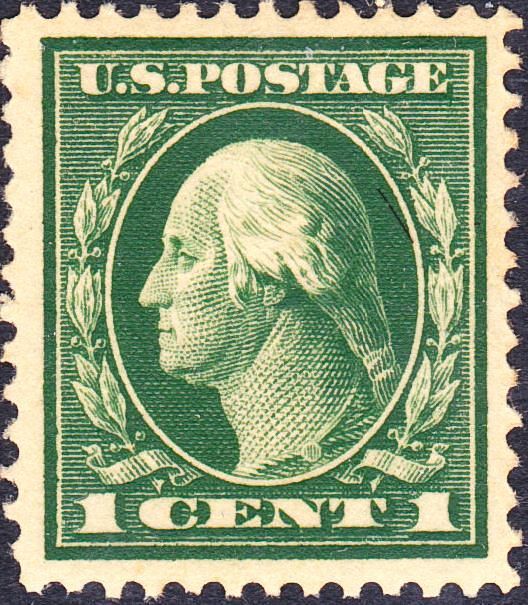
إصدار 1912
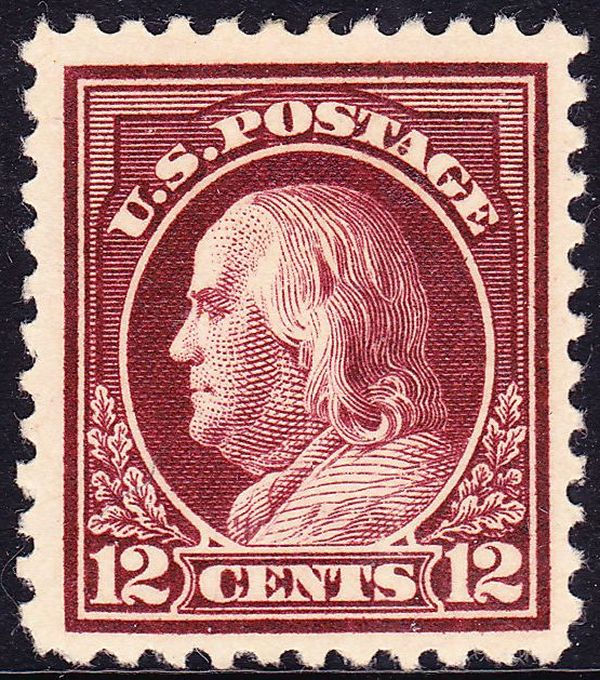
إصدار 1917
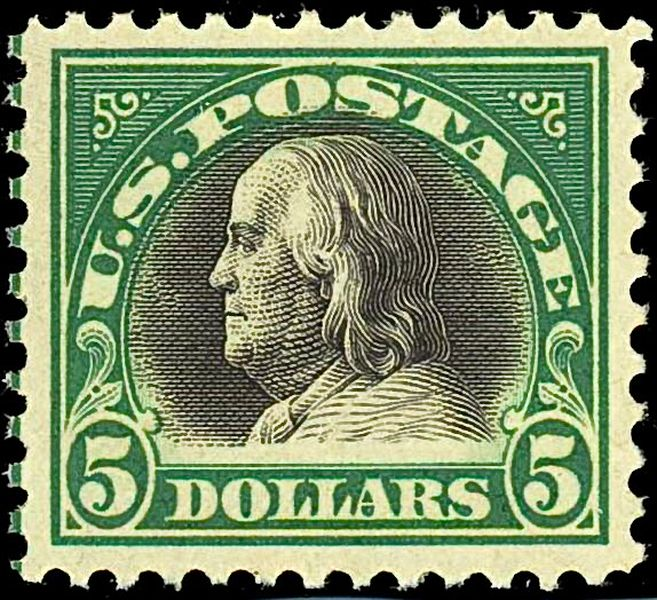
إصدار 1918